# Koen Bots
Koen Bots (Rotterdam, 24 februari 1990) is een Nederlands voetballer die speelde voor eerste-divisieclub FC Eindhoven.
Bots speelde eerder bij de Eindhovense amateurclub Unitas '59 en doorliep de jeugdopleiding van FC Eindhoven. Aangezien FC Eindhoven vanaf het seizoen 2009/2010 geen beloftenelftal meer had kwam Bots vanaf dat seizoen op amateurbasis bij de selectie van het eerste elftal.
Bots maakte zijn debuut in het betaalde voetbal op 7 augustus 2009 tegen MVV en speelde in totaal vijf wedstrijden in het eerste elftal. Op 20 augustus 2010 maakte hij bekend te stoppen met betaald voetbal. Bots zag geen toekomst meer bij FC Eindhoven en kondigde aan te beginnen met een universitaire opleiding. Verder maakte hij bekend de overstap te willen maken naar amateurclub RKSV Nuenen. 

## Carrière
| Seizoen | Club         | Wedstrijden | Doelpunten | Competitie     |
| ------- | ------------ | ----------- | ---------- | -------------- |
| 2008/09 | FC Eindhoven | 0           | 0          | Eerste Divisie |
| 2009/10 | FC Eindhoven | 5           | 0          | Eerste Divisie |
| 2010/11 | FC Eindhoven | -           | -          | Eerste Divisie |
| Totaal  |              | 5           | 0          |                |

1 Borgmans ·
4 Peijnenburg ·
5 Swerts ·
6 Dorenbosch ·
7 Blummel ·
8 S. Simons ·
10 Van Schuppen ·
11 Sleegers ·
15 Huisman ·
18 Limouri ·
19 Van Eijndhoven ·
20 Verheij ·
21 Muller ·
23 Konings ·
24 Van Aarle ·
25 Douglas ·
26 Brondeel ·
27 El Bouchataoui ·
28 Deenen ·
29 Smulders ·
29 Driessen Méndez ·
30 Fancito ·
30 Van Zutphen ·
31 Manders ·
32 Janga ·
33 Seedorf  ·
34 T. Simons ·
43 Kwaaitaal ·
99 Persyn ·
Coach: Verberne
· Assistent-trainer: Van Dijk
· Assistent-trainer: Riemersma
· Keeperstrainer: Segers